# Cobepa
Cobepa, voluit Compagnie belge de participations Paribas, is een Belgische investeringsmaatschappij.

## Geschiedenis
Cobepa ontstond in 1957 om de Belgische belangen van de Bank van Parijs en de Nederlanden te groeperen. In 1960 werd de naam Compagnie belge des participations Paribas aangenomen. In haar portefeuille zaten oorspronkelijk belangen in elektriciteitsbedrijf Electrobel, staalbedrijf Hainaut-Sambre, warenhuisketen Innovation, staalbedrijf Phenix Works en de bank Paribas België. In 1970 verkocht Cobepa het industriële patrimonium van Phenix Works en fuseerde ze met Phenix Works. In 1973 verkocht ze de industriële activiteiten van dochteronderneming Société belge de l'Azote. Wat overbleef werd in de nieuwe holding Industrielle et Financière Mosane, afgekort Mosane, ondergebracht. In 1972 stapte Cobepa in het kapitaal van Financière Lacourt, dat haar naam veranderde in Investerings- en Beleggingsmaatschappij Lacourt, afgekort Ibel. Datzelfde jaar werd de holding Ruau opgericht, waardoor Cobepa hoofdaandeelhouder van Hainaut-Sambre en Thy-Marcinelle werd. In Luxemburg had Cobepa een subholding voor internationale participaties, Libelux, opgericht. Andere belangrijke participaties van Cobepa waren verzekeringsgroep Josi en distributiegroepen GB-Inno-BM en Delhaize.
In de jaren 1980 en 1990 was Cobepa de derde grootste holding van het land, na de Generale Maatschappij en Groep Brussel Lambert (GBL). Ze had participaties in tal van Belgische bedrijven en financiële instellingen, onder meer in verzekeringsgroep Assubel (later Allianz), investeringsmaatschappij Gevaert, supermarktgroepen GB-Inno-BM en Delhaize, De Standaard-groep (later de Vlaamse Uitgeversmaatschappij, Corelio en Mediahuis) en autoverdeler D'Ieteren. De holding stond in die periode onder leiding van Pierre Scohier en haar participaties waren op het toppunt 5 miljard euro waard.
In juni 2000 bracht de Franse bankgroep BNP Paribas (opvolger van Paribas) een bod uit op de 41,3% in Cobepa die ze nog niet had. BNP Paribas vormde de holding om tot een risicokapitaalgroep die zich uitsluitend op investeringen in niet-genoteerde bedrijven uit de Benelux toelegde en zo een onderdeel van de private equitypoot van de Franse bank werd. Belangen van Cobepa in de Nederlandse verzekeringsgroep Aegon en de internationale verzekeringsgroep Winterthur, de Duitse chemieconcern Bayer en telecomoperator Mobistar werden verkocht. Het management van de holding probeerde het bod tevergeefs tegen te houden en ook de minderheidsaandeelhouders en de Commissie voor het Bank-, Financie- en Assurantiewezen boden verzet, maar in november 2000 stapte topman Scohier op. Eind 2003 deed BNP Paribas een uitkoopbod op de laatste aandelen die ze nog niet in handen had.
Van het plan van de Franse bankgroep om Cobepa tot private equitypoot uit te bouwen kwam nooit iets terecht. In mei 2004 verkocht BNP Paribas 75% van Cobepa aan Cobehold, een groep Europese familiale investeerders bestaande uit Agemar (een Luxemburgse holding van AB InBev-families), Bart Van Malderen (Ontex), de familiale Luxemburgse verzekeraar La Luxembourg, de Britse familiale investeringsmaatschappij Caledonia Investments en de Zwitserse familieholding van Benjamin de Rothschild. Cobehold nam enkel de historische portefeuille van Cobepa over, waaronder belangen in Dicobel (de holding boven autoruitengroep Carglass), autodistributeur D'Ieteren, de holding Sapec, de Nederlandse telecomgroep Versatel, technologiegroep Zetes, Fortales (de Vlaamse verankeringsholding van Fortis), uitgeversbedrijf VUM, Uitgeversbedrijf Tijd en Keytrade Bank. De belangen in de Albert Frère-holdings GBL, Pargesa, Erbe, CNP en Power bleven echter in handen van BNP Paribas. Cobehold nam kort daarop ook de overige 25% van BNP Paribas over. In 2013 stapte de familie Boehringer van de Duitse farmagroep Boehringer Ingelheim voor 10% in Cobepa. Van Malderen stapte dan weer in 2014 uit Cobepa. In 2020 stapte de Franse familie Soutiran in het kapitaal.